# Lagidium viscacia famatinae
La vizcacha del Famatina (Lagidium viscacia famatinae) es una de las subespecies en que se subdivide la especie Lagidium viscacia, un roedor de la familia de las chinchillas. Se distribuye en el noroeste del Cono Sur de Sudamérica.

## Taxonomía
Esta subespecie fue descrita originalmente como especie plena en el año 1920 por el mastozoólogo británico Michael Rogers Oldfield Thomas bajo la combinación científica de Lagidium famatinae.
Holotipo
El holotipo designado es el catalogado como: B.M. N°.20.8.4.57. Se trata de una hembra adulta, la que fue colectada por Emilio Budín (número de campo original 984) el 30 de marzo de 1920.
Localidad tipo
La localidad tipo referida es: “La Invernada (situada a una en altitud de alrededor de 3800 msnm), en la mitad norte de la cadena, a unos 35 km al norte de la montaña nevado de Famatina, La Rioja, Argentina”. Según el propio colector, Emilio Budín: 

“Le disparé a una altitud de entre 3800 y 4000 msnm.”

Etimología
Etimológicamente, el término subespecífico famatinae es un topónimo que refiere al lugar geográfico donde fue colectado el tipo: la cadena orográfica del Famatina.
Relaciones filogenéticas
En 1940, J. R. Ellerman la combinó como Lagidium viscaccia famatinae, un nombre ortográficamente incorrecto.
El zoólogo y paleontólogo español —nacionalizado argentino— Ángel Cabrera sinonimizó en este taxón a Lagidium viscacia tontalis, sin argumentar alguna razón para hacerlo.

## Distribución

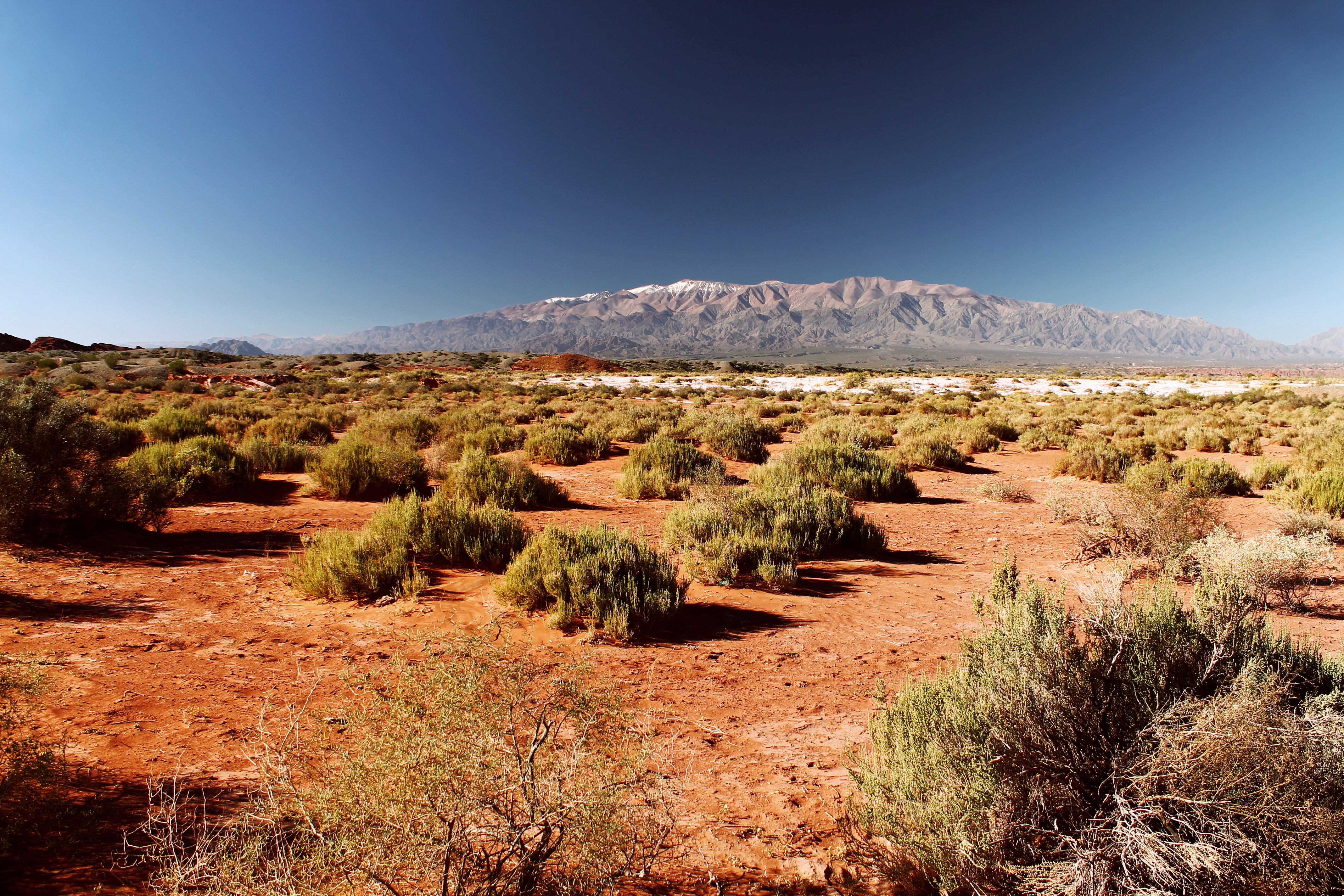
El sistema de Famatina es la “terra typica” de este taxón.

Esta subespecie se distribuye en la región noroccidental de la Argentina. Descrita como un endemismo de la sierra de Famatina, habita en el oeste de las provincias de La Rioja y San Juan.
También se indica que su distribución se extiende por el oeste hasta el centro-norte de Chile, desde el sur de Antofagasta hasta Aconcagua.

## Características
Este taxón es similar a Lagidium viscacia lockwoodi aunque es más grande. La longitud de la cabeza más el cuerpo es de 390 mm; la de la cola 376 mm; la de la pata trasera es de 109 mm; la de la oreja es de 82 mm.
La cabeza es corta y redondeada, posee grandes ojos oscuros y orejas siempre erectas, largas, protegidas por pelos. A ambos lados del hocico exhibe muy largas vibrisas, rígidas, oscuras, las que apuntan hacia abajo y hacia atrás. Tanto sus molariformes como sus incisivos crecen en forma continua.
Posee un pelaje suave, denso y lanoso, el cual exhibe un patrón cromático dorsal (incluida la cabeza) menos impregnado de color amarillento que L. v. lockwoodi, de un color gris azulado, próximo al gris neutro, sin la tonalidad de color marrón que se encuentra en L. v. lockwoodi. Contrasta con el color dorsal una línea vertebral longitudinal de color más oscuro. Ventralmente es claro, anteado a ocráceo, con parches axilares blanquecinos; ventralmente es menos amarillento que L. v. lockwoodi.
Todas sus extremidades tienen 4 dedos; las almohadillas plantares son las únicas zonas desnudas de pelaje de todo su cuerpo. Las anteriores son más cortas y sus débiles uñas no le sirven para cavar. Las posteriores son mayores y cuentan con fuerte musculatura y largos pies, que le permite escapar de sus predadores saltando entre las rocas.
La cola es la más larga de entre todas las subespecies, siendo muy clara en su lado inferior. Está cubierta por pelos largos, los que en su parte dorsal muestran mayor longitud y rigidez, concluyendo en su extremo en un mechón con forma de pincel. Normalmente, la cola se encuentra doblada hacia arriba; solamente la libera de esa posición cuando se desplaza entre las rocas, en razón de que cumple una función de balance para mantener la estabilidad durante sus grandes saltos.

## Historia natural
Muchos de los aspectos de su historia de vida se conocen poco o aún son especulativos, por lo que mayores estudios científicos se necesitan. 
Hábitat
Esta subespecie vive en altitudes comprendidas entre los 3800 y los 4000 m s. n. m.. Sus hábitats característicos siempre poseen abundantes rocas y vegetación no arbórea, rala, incluso desértica; especialmente prefieren acantilados, bardas aisladas, roquedales de cañadones y fuertes pendientes y enclaves rocosos que emergen de altiplanicies, siempre en ambientes agrestes.
Hábitos
Posee hábitos diurnos, con mayor actividad en las primeras y últimas horas del día. Es de costumbres gregarias, viviendo en grupos familiares o colonias. Cada individuo o pareja defiende un pequeño territorio, el cual se centra en la grieta entre las rocas que utilizan como guarida y una superficie de su derredor, la que incluye un área con tierra suelta que es empleada como revolcadero para empolvar su pelaje con el objetivo de que este conserve sus cualidades aislantes. También suele contar con una plataforma rocosa o balcón de descanso, donde toma baños de sol y sobre el cual la pareja realiza entre sí sesiones de espulgamiento y acicalamiento. Para mantenerse comunicados o alertar la presencia de posibles predadores, emiten una serie de sonidos de contacto y alarma.
Dieta y depredadores
Se alimenta solamente de vegetales, en especial de gramíneas. Durante el invierno no hibernan; frente a temporadas de frío riguroso pueden descender altitudinalmente buscando mejores condiciones de vida.
Entre sus posibles predadores se encontrarían el puma (Puma concolor), el zorro colorado andino (Lycalopex culpaeus andinus) y grandes aves rapaces de hábitos diurnos, en especial el águila mora (Geranoaetus melanoleucus).
Reproducción
Se conoce muy poco de sus hábitos de cría. La temporada reproductiva abarcaría desde la primavera hasta el fin del verano. La hembra podría ser poliéstrica, pudiendo parir 2 o 3 veces cada año, si las condiciones le son propicias. Luego de un periodo de gestación de entre 120 y 140 días, dentro de su refugio entre las rocas da a luz a una única cría (raramente 2), la que ya nace con buen desarrollo, los ojos abiertos y la capacidad de complementar con vegetales la lactancia materna, la cual dura unos 60 días. Al llegar su peso a 1 kg, alcanza su madurez sexual, esto ocurre entre los 7 y los 12 meses de vida.
Conservación
Su captura por los humanos fue mayor en el pasado. Es cazada solo localmente, para aprovechar su carne y, en menor medida, su piel, de escaso valor comercial ya que la pelecha continuada de su pelaje hace que en todos los meses del año su piel no sea apta para un aprovechamiento industrial. Al poseer un hábitat poco utilizable desde el punto de vista agropecuario, no ha sido alterado, por lo cual el estado de conservación de sus poblaciones no presentaría problemas.